# Dejan Ognjanović
Dejan Ognjanović (ur. 21 czerwca 1978 w Kotorze) – czarnogórski piłkarz występujący na pozycji obrońcy. W latach 2008–2009 grał w ŁKS-ie Łódź.
26 marca 2008 zadebiutował w reprezentacji Czarnogóry w wygranym 3:1 meczu z Norwegią, kiedy to w 58. minucie zmienił Lukę Pejovicia.